# Stygnomma teapense
Stygnomma teapense – gatunek kosarza z podrzędu Laniatores i rodziny Stygnommatidae.

## Występowanie
Gatunek występuje w Meksyku.